# Sudesh Kumar
Sudesh Kumar (* 10. března 1950) je bývalý indický zápasník, většinu úspěchů zaznamenal ve volném stylu. Startoval na dvou olympijských hrách. Při své premiéře v roce 1968 na hrách v Mexiku nastoupil v obou stylech. Ve volném stylu vybojoval šesté místo, v zápase řecko-římském vypadl ve druhém kole. V roce 1972 na hrách v Mnichově vybojoval ve volném stylu čtvrté místo. Dvakrát zvítězil a jednou obsadil druhé místo na hrách Commonwealthu.